# Asura duplicata
Asura duplicata là một loài bướm đêm thuộc phân họ Arctiinae, họ Erebidae.